# 카다르 플로라
카다르 플로라(헝가리어: Kádár Flóra, 1928년 8월 4일 ~ 2003년 1월 3일)는 헝가리의 배우이다.